# Faune Barberini
El Faune Barberini o sàtir embriagat és una estàtua grega de l'època hel·lenística. Es troba actualment a la Gliptoteca de Múnic. Va ser realitzada amb marbre de Pèrgam i la seva altura és de 2,15 metres.
L'estàtua va ser descoberta durant el pontificat d'Urbà VIII. (nascut Maffeo Barberini 1623-1643) a les excavacions del fossat del castell Sant'Angelo, a Roma. Segons el cronista antic Procopi de Cesària, durant la guerra entre romans i gots, els romans per defensar-se van llançar estàtues des de l'alt del castell als assaltants, i una d'aquestes estàtues llançades podria ser el Faune Barberini.
Es creu que representa un faune, figura de la mitologia equivalent a un sàtir, en un profund somni producte de la seva embriaguesa. Quan l'obra es va recuperar es trobava mutilada, sense el braç esquerre i sense cames, per la qual cosa fou àmpliament restaurada per Bernini al segle xvii. Aquest escultor va trair en certa manera el significat de l'obra: va empeltar la cama dreta en una posició flexionada i molt més aixecada que l'original, de manera que la figura no sembla estar defallida per l'embriaguesa, sinó que la seva actitud sembla de provocació sexual.
Aquesta estàtua sol ser datada a finals del segle iii aC o principis del segle següent, encara que alguns autors prefereixen retardar la seva data fins al segle I aC. Es creu que va poder ser una ofrena en algun temple dedicat a Dionís.